# Юдкин, Алексей Игоревич
Алексей Игоревич Юдкин (20 июля 1981) — российский футболист, полузащитник. Сыграл более 350 матчей за ФК «Орёл».

## Биография
Воспитанник орловской СДЮШОР № 3. В 1998 году дебютировал на профессиональном уровне в составе ФК «Орёл» во втором дивизионе и играл за команду бессменно на протяжении девяти сезонов. В 2003 году со своим клубом стал победителем зонального турнира второго дивизиона и следующие три года провёл в первом дивизионе.
После временного расформирования «Орла» в межсезонье 2006/07, футболист играл за другие клубы первого дивизиона, провёл по одному сезону за курский «Авангард» и ульяновскую «Волгу».
В 2009 году игрок вернулся в «Орёл» (до 2012 года команда носила название «Русичи») и выступал за команду до конца профессиональной карьеры в 2015 году. В общей сложности провёл в составе «Орла» 15 сезонов на профессиональном уровне, сыграл 354 матча и забил 29 голов. Был капитаном команды.
После окончания карьеры работает детским тренером в орловской ДЮСШ № 3. Играл на любительском уровне за команду «Славянское» (Верховье) в чемпионате Орловской области.

## Достижения
- Победитель второго дивизиона России: 2003 (зона «Центр»)